# Ján Babjak
Ján Babjak SJ (ur. 28 października 1953 w Hažínie nad Cirochou) – arcybiskup słowackiej cerkwi greckokatolickiej, biskup diecezjalny, a następnie metropolita preszowski w latach 2003–2022, jezuita.

## Życiorys

### Młodość i prezbiterat
Ján Babjak ukończył seminarium duchowne śś. Cyryla i Metodego w Bratysławie. Święcenia kapłańskie przyjął 11 czerwca 1978 w Preszowie z rąk biskupa eparchii w Križevci Joachima Szégedy’ego. W latach 1978–1983 pełnił posługę kapłańską w Preszowie, w 1983 został wikariuszem parochii w Ľubicy koło Kieżmarku. 18 czerwca 1987 potajemnie wstąpił do zakonu jezuitów. W latach 1989–1990 był prefektem seminarium duchownego w Bratysławie. W 1990 został proboszczem greckokatolickiej parochii Podwyższenia Świętego Krzyża w Bratysławie.
W latach 1991–1993 ks. Babjak studiował w Papieskim Instytucie Wschodnim w Rzymie, gdzie uzyskał licencjat. Po powrocie do Słowacji w latach 1993–1994 kierował domem ćwiczeń duchowych zakonu jezuitów w Preszowie. W 1994 wyjechał do Rzymu, gdzie pracował w słowackim wydziale Radia Watykańskiego, a jednocześnie dalej studiował w Papieski Instytucie Wschodnim, gdzie w 1996 obronił pracę doktorską.
W latach 1996–2002 o. Babjak zarządzał jezuickim „Centrum Duchowości Wschód-Zachód (im.) o. Michala Lacka SJ” oraz wykładał na wydziale teologicznym Uniwersytetu Trnawskiego i na greckokatolickim wydziale teologicznym Uniwersytetu Preszowskiego.

### Episkopat
11 grudnia 2002 o. Babjak został mianowany przez Stolicę Apostolską ordynariuszem greckokatolickiej eparchii preszowskiej. Święcenia biskupie przyjął z rąk papieża Jana Pawła II 6 stycznia 2003 w bazylice św. Piotra w Rzymie. Intronizowany został 18 stycznia 2003.
30 stycznia 2008 papież Benedykt XVI wyniósł go do godności arcybiskupa nowo powstałej metropolii preszowskiej.
25 kwietnia 2022 papież Franciszek przyjął jego rezygnację z funkcji metropolity preszowskiego.